# Pressigny (Haute-Marne)
Pressigny é uma comuna francesa na região administrativa de Grande Leste, no departamento de Haute-Marne. Estende-se por uma área de 22,61 km². Em 2010 a comuna tinha 204 habitantes (densidade: 9 hab./km²).